# Третье правительство Пенлеве
Третье правительство Пенлеве́ — кабинет министров, правивший Францией 24 дня с 29 апреля по 22 ноября 1925 года, в период Третьей французской республики, в следующем составе:
- Поль Пенлеве — председатель Совета министров и министр финансов;
- Аристид Бриан — министр иностранных дел;
- Эдуар Даладье — военный министр;
- Абрахам Шрамек — министр внутренних дел;
- Жорж Бонне — министр бюджета;
- Антуан Дюрафур — министр труда, гигиены, благотворительности и социального обеспечения;
- Камиль Шотан — министр юстиции;
- Эмиль Борель — морской министр;
- Ивон Дельбос — министр общественного развития и искусств;
- Луи Антериу — министр пенсий;
- Жан Дюран — министр сельского хозяйства;
- Леон Перрье — министр колоний;
- Анатоль де Монзи — министр общественных работ;
- Даниэль Винсен — министр торговли и промышленности.